# Atmosfera (unità di misura)
L'atmosfera (o atmosfera standard, simbolo atm), pur non facendo parte del Sistema internazionale, è un'unità di misura della pressione molto usata in passato nella tecnica, e tuttora nel linguaggio corrente. Essa era definita come la pressione esercitata da una colonna d'aria alta/spessa quanto l'atmosfera terrestre al livello del mare, a 0 °C di temperatura e a 45° di latitudine. Tuttavia nel determinare la pressione atmosferica, oltre alla temperatura, gioca un ruolo anche il grado di umidità relativa dell'aria stessa; perciò nel sistema internazionale alla pressione atmosferica è stata sostituita una diversa unità di misura: il pascal (Pa).
Viene anche chiamata atmosfera fisica per distinguerla dalla atmosfera tecnica (kgf/cm² o ata).

## Storia
Evangelista Torricelli, costruendo il primo barometro, misurò la pressione atmosferica al livello del mare in un noto esperimento trovando che 1 atm è pari alla pressione esercitata da una colonna di mercurio alta 760 mm o torr. La stessa pressione, per essere esercitata da una colonna d'acqua, necessita di una altezza di circa 10,34 m, ricavabile dal rapporto 101325 Pa/(9,8 m/s² · 1000 kg/m³), dove 1000 kg/m³ rappresenta la densità dell'acqua.

## Equivalenze con altre unità di misura
Di seguito vengono riportate le conversioni tra l'atmosfera e altre unità di misura della pressione:
1 atm = 760 Torr
1 atm = 760 mmHg
1 atm = 29,92126 inHg
1 atm = 10,332275 mH2O
1 atm = 101325 Pa
1 atm = 101,325 kPa
1 atm = 1,01325 bar
1 atm = 1013,25 mbar
1 atm = 10332,275 kgf/m²
1 atm = 1,0332275 kgf/cm²
1 atm = 14,695949 psi
1 atm = 0,101 325 N/mm²